# Allan Sandage
Allan Rex Sandage (Iowa City, 18 giugno 1926 – Los Angeles, 13 novembre 2010) è stato un astronomo statunitense.
Si è laureato all'Università dell'Illinois nel 1948. Nel 1953 ricevette il Ph.D. dal California Institute of Technology. In seguito Sandage iniziò a lavorare all'Osservatorio di Monte Palomar. 
Nel 1958 pubblicò la prima stima della costante di Hubble, circa 75 km/s per Mpc, che è molto vicina al valore oggi accettato. Più tardi corresse quel valore portandolo a circa 50, corrispondente ad un'età dell'universo di circa 20 miliardi di anni.
Realizzò studi spettrali di ammassi globulari, e dedusse che essi dovevano avere un'età di almeno 25 miliardi di anni. Questo lo condusse a speculare che l'universo non stava solo espandendosi, ma che esso si espande e contrae con un periodo di 80 miliardi di anni. Le attuali stime cosmologiche dell'età dell'universo forniscono un'età di circa 14 miliardi di anni.
È noto per aver scoperto dei getti di materia originati nel nucleo della galassia M82. Questi devono essere stati causati da fenomeni altamente energetici all'interno della regione centrale della galassia; le osservazioni indicano che la produzione dei getti di materia è in atto da almeno 1,5 milioni di anni.

## Riconoscimenti
- Nel 1957 ha ricevuto il Premio per l'Astronomia Helen B. Warner[1]
- Nel 1963 ha ricevuto la Medaglia Eddington
- Nel 1967 gli è stata assegnata la Medaglia d'oro della Royal Astronomical Society
- Nel 1968 gli è stata assegnata la Medaglia Rittenhouse [2]
- Nel 1970 gli è stata assegnata la National Medal of Science [3]
- Nel 1972 gli fu assegnato l'Henry Norris Russell Lectureship
- Nel 1973 ha ricevuto la Medaglia Elliot Cresson [4]
- Nel 1975 ha ricevuto la Medaglia Bruce [5]
- Nel 1987 ha ricevuto il Mohler Prize [6].
- Nel 1991 ha ricevuto il Premio Crafoord [7]
- Nel 1991 gli è stato assegnato il Premio Jansky [8]
- Nel 1993 ha ricevuto il Premio Tomalla [9]
- Nel 2000 ha ricevuto il Premio Gruber [10]

Gli è stato dedicato un asteroide, 9963 Sandage .